# Trond-Arne Bredesen
Trond-Arne Bredesen (Gran, 4 febbraio 1967) è un ex combinatista nordico norvegese.

## Biografia
Vincitore di medaglie iridate, Trond-Arne Bredesen esordisce il 4 febbraio 1984 ai Mondiali juniores di Trondheim, in Norvegia, disputando una gara a squadre. Ottiene il suo primo risultato di rilievo in  Coppa del Mondo il 23 marzo 1986 a Štrbské Pleso, nell'allora Cecoslovacchia (ora Slovacchia), giungendo 6º in una Gundersen. L'anno seguente partecipa ai Mondiali di Oberstdorf, in  Germania Ovest, aggiudicandosi due medaglie d'argento, nella gara individuale e in quella a squadre. Il 16 gennaio 1988 conquista il suo primo successo in Coppa del Mondo sulle nevi svizzere di Le Brassus.
Partecipa anche ai Mondiali di Lahti 1989, in Finlandia, vincendo l'oro nella gara a squadre e il bronzo nell'individuale. Nella stessa stagione si aggiudica anche la Coppa del Mondo assoluta. Si congeda dall'attività agonistica l'8 marzo 1991 con un 8º posto a Falun, in Svezia, in una Gundersen.

## Palmarès

### Mondiali
- 4 medaglie:
  - 1 oro (gara a squadra a Lahti 1989)
  - 2 argenti (individuale, gara a squadre a Oberstdorf 1987)
  - 1 bronzo (individuale a Lahti 1989)

### Mondiali junores
- 5 medaglie:
  - 1 oro (gara a squadre a Lake Placid 1986
  - 4 argenti (gara a squadre a Trondheim 1984; gara a squadre a Randa/Täsch/Zermatt 1985; individuale, gara a squadre ad Asiago 1987

### Coppa del Mondo
- Vincitore della Coppa del Mondo nel 1989
- 8 podi:
  - 4 vittorie
  - 2 secondi posti
  - 2 terzi posti

#### Coppa del Mondo - vittorie
| Data             | Località      | Nazione        | Trampolino              | Spec.       |
| ---------------- | ------------- | -------------- | ----------------------- | ----------- |
| 16 gennaio 1988  | Le Brassus    | Svizzera       | La Chirurgienne K104    | IN NH/15 km |
| 17 dicembre 1988 | Saalfelden    | Austria        | Bibergschanze K85       | IN NH/15 km |
| 14 gennaio 1989  | Reit im Winkl | Germania Ovest | Franz Haslberger K90    | IN NH/15 km |
| 18 marzo 1989    | Lake Placid   | Stati Uniti    | MacKenzie Intervale K86 | IN NH/15 km |

Legenda:

IN = individuale Gundersen

NH = trampolino normale